# HORIZON (EDAMAME BEANSの曲)
「HORIZON」（ホライズン）は、EDAMAME BEANS 初のオリジナル曲。2017年8月3日・4日に『EBiDAN THE LIVE 2017 ~SUMMER PARTY~』のオープニングアクトで初披露されたEDAMAME BEANSの中で唯一リリースされていない幻の楽曲。

## 概要
EDAMAME BEANS 初のオリジナル曲。
2017年8月3日・4日に「EBiDAN THE LIVE 2017 ~SUMMER PARTY~」のオープニングアクトで初披露された。
2018年5月11日に「HORIZON（Dance practice） - with member profiles」が公開。当時は珍しく荻野直哉（Naoya）が2番目のラップを担当している。